# Euclasea detritus
Euclasea detritus är en skalbaggsart som först beskrevs av Schmidt 1893.  Euclasea detritus ingår i släktet Euclasea och familjen stumpbaggar. Inga underarter finns listade i Catalogue of Life.